# Ineke Wienese
Ineke Wienese (1946) is een Nederlandse gezondheidszorgpsycholoog, orthopedagoog en auteur. Ze was in het verleden verbonden aan De Jutters, centrum voor Jeugd-GGZ Haaglanden. Jongeren met een migratieachtergrond en rouwverwerking hebben haar bijzondere aandacht.

## Loopbaan
Wienese begon haar werkzaamheden bij een Medisch Opvoedkundig Bureau (MOB). Ze gaf hier begeleiding aan vrouwen met een migratieachtergrond. Na een studie Turks ontwikkelde ze nieuwe vormen van hulpverlening voor deze doelgroep. Zo introduceerde ze de eerste opvoedingscursus voor migrantenvrouwen in Nederland en initieerde ze het project Spelen aan huis waarbij vrijwilligers allochtone families bezochten om hun kinderen te leren spelen. De Turkse vrouwentelefoon in Den Haag was een ander initiatief, het was een project waarbij Turkse vrouwen elkaar hielpen huwelijksproblemen op te lossen.
Sinds de jaren zeventig publiceert Wienese over de complexe positie waarin migrantenvrouwen zich bevinden. Kenmerkend voor haar publicaties en projecten is dat ze steeds de betrokken vrouwen betrekt bij de ontwikkeling van hulpverleningsvormen.

## Onderscheidingen
- Het project Rouw en Verlies In Verschillende Culturen ontving in 2009 de Nationale Jeugdzorgprijs.
- In 2000 ontving Wienese voor haar pionierswerk met migrantenvrouwen en meisjes de Henny Verhagenprijs.